# Kristkirkens Sogn (Kolding Kommune)

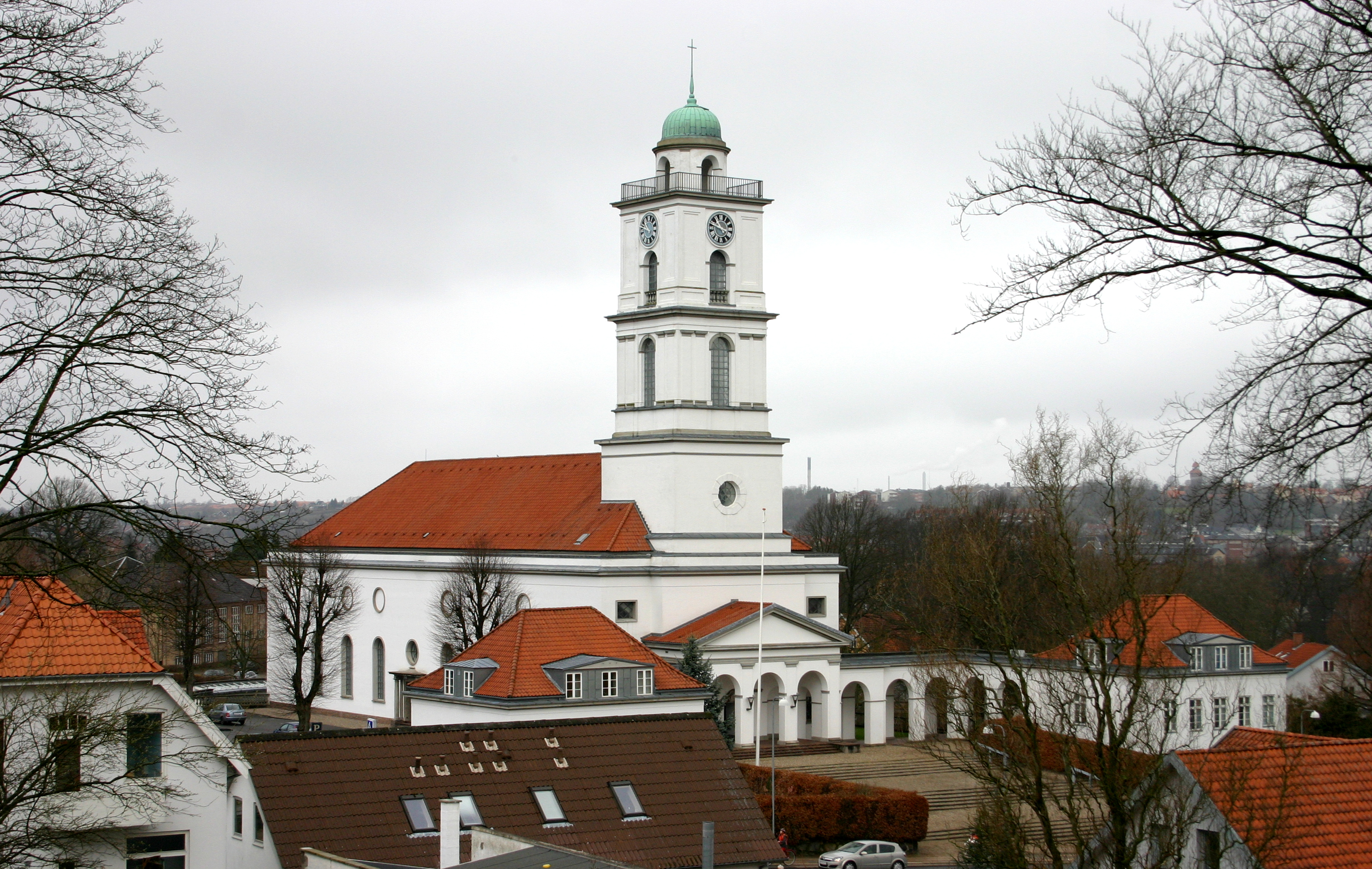
Kristkirken

Kristkirkens Sogn ist eine Kirchspielsgemeinde (dän.: Sogn) in Kolding im südlichen Dänemark. Bis 1970 gehörte sie zur Harde Brusk Herred im damaligen Vejle Amt, danach zur Kolding Kommune im erweiterten Vejle Amt, die im Zuge der Kommunalreform zum 1. Januar 2007 in der „neuen“ Kolding Kommune in der Region Syddanmark aufgegangen ist.
Von den 62.338 Einwohnern von Kolding leben 12.251 im Kirchspiel Kristkirken (Stand:1. Januar 2023). Im Kirchspiel liegt die Kirchen „Kristkirken“ und „Immanualskirken“.
Nachbargemeinden sind im Norden Sankt Nicolai Sogn, im Osten Brændkjær Sogn, im Süden Vonsild Sogn und im Westen Seest Sogn.